# 亞歷珊卓·布雷肯里奇
亞歷珊卓·赫瑟靈頓·布雷肯里奇（英語：Alexandra Hetherington Breckenridge，1982年5月15日—）是一位美國女演員。她的職業生涯始於在青春喜劇電影《大謊言家》（2002年）和《足球尤物》（2006年）中飾演配角。她後來在FX劇集《星級醜聞》中飾演記者薇拉·麥克弗森（英語：Willa McPherson），並在短命劇集《前男友名單》中擔任配角。
布雷肯里奇在FX的《美国恐怖故事》第一季中飾演年輕的莫伊拉·奧哈拉（英語：Young Moira O'Hara），並在第三季中飾演凱莉（英語：Kaylee）。她後來在AMC劇集《行屍》中飾演潔西·安德森，並在NBC劇集《這就是我們》中飾演蘇菲（英語：Sophie）。她也是動畫喜劇劇集《蓋酷家庭》中幾個角色的配音。由2019年開始，她在Netflix劇集《維琴河》中飾演主角梅琳達·“梅兒”·夢露（英語：Melinda "Mel" Monroe）。

## 早年生活
亞歷珊卓·赫瑟靈頓·布雷肯里奇在1982年5月15日出生於康乃狄克州布里奇波特。她小時候住在康州的達里安，直到10歲時她和她的母親搬到加利福尼亚州，她們在加州開頭的一年不斷搬地方居住，隨後才定居在米爾谷。她在13歲時對演戲、攝影和唱歌產生了興趣，並在15歲時隨母親搬回洛杉矶追求自己的演藝事業。

## 職業生涯

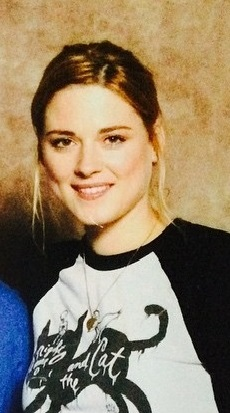
2015年的布雷肯里奇

2000年，布雷肯里奇在NBC劇集《怪胎與宅男》中飾演客串角色雪莉·韋弗（英語：Shelly Weaver），並在《異性》的其中三集中飾演客串角色弗朗西斯（英語：Francise）。她也在隨後幾年客串出演《吸血鬼猎人巴菲》、《聖女魔咒》、《CSI犯罪現場》、《戀愛時代》、《执法悍将》、《靈媒緝凶》、《灵异妙探》和《主修未定》。2002年，她在由弗蘭奇·莫尼茲主演的電影《大謊言家》中飾演傑森·謝潑德的姐姐珍妮（英語：Janie）。
布雷肯里奇在FOX動畫電視劇集《蓋酷家庭》中配音過許多角色。在接受《FHM》採訪時，她說：“當我第一次參與《蓋酷家庭》時，我試鏡了一個客串角色。我不知道為什麼，但塞思·麦克法兰（註：《蓋酷家庭》創作者）真的很喜歡我嗓音的聲音，我永遠不會明白為什麼。他只是喜歡我，他們一直打電話給我配音不同的角色。”她經常在該劇集中模仿不同名人，例如莎拉·潔西卡·帕克和蕾妮·齐薇格。她還曾配音過麥費蘭的網絡劇集《動畫大雜燴》，以及客串出演同樣由他創作的《特工老爹》的“With Friends Like Steve's”一集。
2006年，布雷肯里奇在電影《足球尤物》中主演莫妮克（英語：Monique）。她還出演了幾部後來被取消的劇集，例如2007年至2008年的FX劇集《星級醜聞》，她在劇中飾演年輕的暴發戶作家薇拉·麥克弗森（英語：Willa McPherson）。2009年，她聯合主演布萊爾·安德伍德執導的獨立電影《絕路橋》。2012年，她在電影《掙脫》（英語：Ticket Out）中飾演喬瑟琳（英語：Jocelyn）。
2011年，布雷肯里奇在HBO恐怖奇幻電視劇集《真愛如血》第四季中飾演卡特琳娜·佩勒姆（英語：Katerina Pelham）。同年，她在FX恐怖電視劇集《美国恐怖故事》第一季中飾演年輕的莫伊拉·奧哈拉（英語：Young Moira O'Hara）——一個被困在自己受僱的房子裡的女僕鬼魂；她在劇集第三季的其中兩集中回歸，飾演一個擅長控火的年輕女巫凱莉（英語：Kaylee）。
從2015年到2016年，布雷肯里奇在AMC喪屍恐怖電視劇集《行屍》的第五季和第六季中飾演同名漫畫系列中的角色潔西·安德森。2015年，她聯合主演執行製片人喬·丹堤和導演尼克·巴西爾的心理驚悚片《黑暗》（英語：Dark）。2017年，她在NBC電視劇《這就是我們》第一季中飾演常設角色——凱特的兒時好友和凱文的前妻蘇菲（英語：Sophie）；她在第二季被提升為主要演員，並在第三季出現一集、在第四季出現兩集、在第五季出現一集以及在劇終的第六季出現。
由2019年開始，布雷肯里奇在Netflix劇集《維琴河》中飾演主角梅琳達·“梅兒”·夢露（英語：Melinda "Mel" Monroe），她是一名護士兼助產士，在遭遇一些悲劇後搬到加州北部的一個小鎮生活。Netflix於2021年9月續訂該劇的第四季和第五季。

## 個人生活
布雷肯里奇於2015年9月與結他手加西·霍珀（英語：Casey Hooper）結婚。他們於2016年9月生下一個兒子，是他們的第一個孩子。他們的第二個孩子是一個女兒，於2017年12月出生。
布雷肯里奇是演員邁克·韋瑟利的侄女。她身上有幾個紋身，這些紋身在拍攝影視作品時會被化妝遮蔽，但在拍攝照片時卻沒有。

## 作品列表

### 電影
| 年份 | 標題                           | 角色                       | 附註   |
| ---- | ------------------------------ | -------------------------- | ------ |
| 2002 | 《橘郡男孩》                   | 安娜（英語：Anna）             | 未記名 |
| 2002 | 《大謊言家》                   | 珍妮·謝潑德（英語：Janie Shepherd）      |        |
| 2002 | 《願望魔法》                   | 克里斯蒂（英語：Kristie）         |        |
| 2002 | 《吸血迷城》                   | 查麗蒂·林恩·基西（英語：Charity Lynn Keesee） |        |
| 2002 | 《Slasher Flick》              | 勞拉（英語：Laura）             | 短片   |
| 2003 | 《少女特工隊》                 | 艾米（英語：Amy）             | 短片   |
| 2005 | 《午夜凶铃》                   | 瓦妮莎（英語：Vanessa）           | 短片   |
| 2006 | 《足球尤物》                   | 莫妮克·瓦倫丁（英語：Monique Valentine）    |        |
| 2006 | 《Jack Rabbit》                | 哈雷（英語：Harley）             | 短片   |
| 2008 | 《旅行的藝術》 （英語：The Art of Travel）      | 凱特（英語：Kate）             |        |
| 2009 | 《絕路橋》                     | 西耶娜（英語：Sienna）           |        |
| 2011 | 《Darkest Hour》               | 艾麗西亞（英語：Alicia）         | 短片   |
| 2012 | 《掙脫》 （英語：Ticket Out）            | 喬瑟琳（英語：Jocelyn）           |        |
| 2014 | 《別人的孩子》                 | 愛麗兒（英語：Ariel）           |        |
| 2015 | 《保持關注：大理石黃蜂的故事》 | 薩拉（英語：Sara）             |        |
| 2015 | 《黑暗》 （英語：Dark）            | 利亞（英語：Leah）             |        |
| 2015 | 《桃色醜聞》                   | 克里斯蒂（英語：Christy）         |        |
| 2016 | 《殘破的誓言》                 | 黛布拉（英語：Debra）           |        |
| 2017 | 《Grown Ups》                  | 卡莉（英語：Carly）             | 短片   |

### 電視
| 年份                    | 標題                            | 角色                                            | 附註                                                          |
| ----------------------- | ------------------------------- | ----------------------------------------------- | ------------------------------------------------------------- |
| 1998                    | 《Even the Losers》             | －                                              | 電視電影                                                      |
| 1999                    | 《Locust Valley》               | 雅頓（英語：Arden）                                  | 電視電影                                                      |
| 2000                    | 《戀愛時代》                    | 凱特·道格拉斯（英語：Kate Douglas）                         | 單集：“Valentine's Day Massacre”                              |
| 2000                    | 《怪胎與宅男》                  | 雪莉·韋弗（英語：Shelly Weaver）                             | 單集：“Looks and Books”                                       |
| 2000                    | 《異性》                        | 弗朗西斯（英語：Francise）                              | 3集                                                           |
| 2001－2002              | 《主修未定》                    | 古板和得體的女孩（英語：Prim and Proper Girl）／ 塞萊斯特（英語：Celeste） | 2集                                                           |
| 2002                    | 《聖女魔咒》                    | 米歇爾·米格利斯（英語：Michelle Miglis）                       | 單集：“A Paige from the Past”                                 |
| 2002                    | 《吸血鬼猎人巴菲》              | 基特·霍爾本（英語：Kit Holburn）                           | 單集：“Lessons”                                               |
| 2004                    | 《Mystery Girl》                | 凱蒂·希爾（英語：Katie Hill）                             | 電視短片                                                      |
| 2004                    | 《CSI犯罪現場》                 | 麗莎·“克麗奧佩脫拉”·亨特（英語：Lisa "Cleopatra" Hunt）              | 單集：“Turn of the Screws”                                    |
| 2004                    | 《执法悍将》                    | 皮亞·邦菲里奧（英語：Pia Bonfilio）                         | 單集：“There Goes the Neighborhood”                           |
| 2005                    | 《Murder Book》                 | 莎拉（英語：Sarah）                                  | 電視電影                                                      |
| 2005                    | 《阿珠與阿花前傳》              | 米歇爾·溫伯格（英語：Michele Weinberger）                         | 電視電影                                                      |
| 2005                    | 《靈媒緝凶》                    | 伊莎貝爾·加爾文（英語：Isabel Galvan）                       | 單集：“Jump Start”                                            |
| 2005                    | 《愛欲密語》                    | 麥迪·萊爾（英語：Maddie Lyall）                             | 單集：“Protection”                                            |
| 2005－2018              | 《蓋酷家庭》                    | 各種角色                                        | 配音；65集                                                    |
| 2006                    | 《特工老爹》                    | 女孩                                            | 配音；單集：“With Friends Like Steve's”                       |
| 2007                    | 《灵异妙探》                    | 貝蒂（英語：Betty）                                  | 單集：“Scary Sherry: Bianca's Toast”                          |
| 2007－2008              | 《星級醜聞》                    | 薇拉·麥克弗森（英語：Willa McPherson）                         | 主要角色；20集                                                |
| 2008                    | 《動畫大雜燴》                  | 桃子公主（英語：Princess Peach）                              | 配音；2集                                                     |
| 2008                    | 《前男友名單》                  | 薇薇安（英語：Vivian）                                | 主要角色；13集                                                |
| 2010                    | 《替身老爸》                    | 吉娜（英語：Gina）                                  | 2集                                                           |
| 2010                    | 《不期而至》                    | 艾比·卡西迪（英語：Abby Cassidy）                           | 常設角色；5集                                                 |
| 2011                    | 《Cooper and Stone》            | 珍娜·庫珀（英語：Jenna Cooper）                             | 電視電影                                                      |
| 2011                    | 《小律師大作為》                | 艾米莉·克萊爾（英語：Emily Claire）                         | 單集：“Bachelor Party”                                        |
| 2011                    | 《真愛如血》                    | 卡特琳娜·佩勒姆（英語：Katerina Pelham）                       | 4集                                                           |
| 2011，2013              | 《美国恐怖故事》                | 年輕的莫伊拉·奧哈拉（英語：Young Moira O'Hara）                   | 常設角色；5集                                                 |
| 2011，2013              | 《美国恐怖故事》                | 凱莉（英語：Kaylee）                                  | 2集                                                           |
| 2012                    | 《工作男》                      | 凱特琳（英語：Katelyn）                                | 單集：“Wake and Bake”                                         |
| 2013                    | 《上帝救我》                    | 卡莉·布魯加諾（英語：Carly Brugano）                         | 主要角色；7集                                                 |
| 2014                    | 《法庭浪子》                    | 布魯克·亞歷山大（英語：Brooke Alexander）                       | 單集：“A Close Shave”                                         |
| 2015－2016              | 《行屍》                        | 潔西·安德森                                     | 第五季常設角色；第六季主要角色； 總共14集                     |
| 2015                    | 《传世》                        | 佐伊·格蘭特（英語：Zoe Grant）                           | 單集：“Morphoses”                                             |
| 2016                    | 《天才医院》                    | 瑪格特·拜爾（英語：Margot Byer）                           | 單集：試播集                                                  |
| 2017－2018； 2020－2022 | 《這就是我們》                  | 蘇菲（英語：Sophie）                                  | 第一季常設角色；第二季主要角色； 第三至六季客串明星；總共35集 |
| 2018                    | 《法律与秩序：特殊受害者》      | 莎拉·肯特（英語：Sarah Kent）                             | 單集：“Mea Culpa”                                             |
| 2018                    | 《Christmas Around the Corner》 | 克萊爾（英語：Claire）                                | 電視電影                                                      |
| 2019－                  | 《維琴河》                      | 梅琳達·夢露（英語：Melinda Monroe）                           | 主要角色                                                      |
| 2020                    | 《購物主播之戀》 （英語：Love in Store）     | 特里·卡彭特（英語：Terrie Carpenter）                           | 電視電影                                                      |

## 獲獎和提名
| 年份 | 獎項                                  | 類別                          | 提名作品                                | 結果 |
| ---- | ------------------------------------- | ----------------------------- | --------------------------------------- | ---- |
| 2015 | 米蘭國際電影人節世界電影獎 （英語：International Filmmaker Festival Award of World Cinema, Milan） | 劇情長片最佳女配角 （英語：Best Supporting Actress in a Feature） | 《黑暗》 （英語：Dark）                     | 獲獎 |
| 2017 | 最佳短片競爭卓越獎          | 最佳集體演出 （英語：Ensemble Cast）       | 《Grown Ups》； 與片中其他演員共同得獎  | 獲獎 |
| 2017 | 最佳短片競爭卓越獎          | 最佳女主角 （英語：Leading Actress）         | 《Grown Ups》                           | 獲獎 |
| 2017 | 最佳演員電影節獎 （英語：Best Actors Film Festival Award）           | 最佳配角 （英語：Supporting Actor）           | 《Grown Ups》； 與片中其他演員共同得獎  | 獲獎 |
| 2018 | 美國演員工會獎                        | 電視劇情類最佳集體演出        | 《這就是我們》； 與劇中其他演員共同得獎 | 獲獎 |
| 2018 | 金德比電視獎                          | 年度最佳集體 （英語：Ensemble of the Year）       | 《這就是我們》； 與劇中其他演員共獲提名 | 提名 |

## 外部連結
- 官方网站
- 亞歷珊卓·布雷肯里奇在互联网电影资料库（IMDb）上的資料（英文）
- 亞歷珊卓·布雷肯里奇的Instagram帳戶